# Bryn Mawr (métro de Chicago)
Bryn Mawr est une station aérienne de la ligne rouge du métro de Chicago située dans le quartier d'Edgewater dans le nord de Chicago.
Bryn Mawr est composé d’un quai central ou s’arrêtent les rames de la ligne rouge tandis que les rames de la ligne mauve roulent sur les voies externes sans s’arrêter dans la station. 
Son nom est d’origine galloise et traduit de l'anglais comme « grand tremplin ».

## Histoire

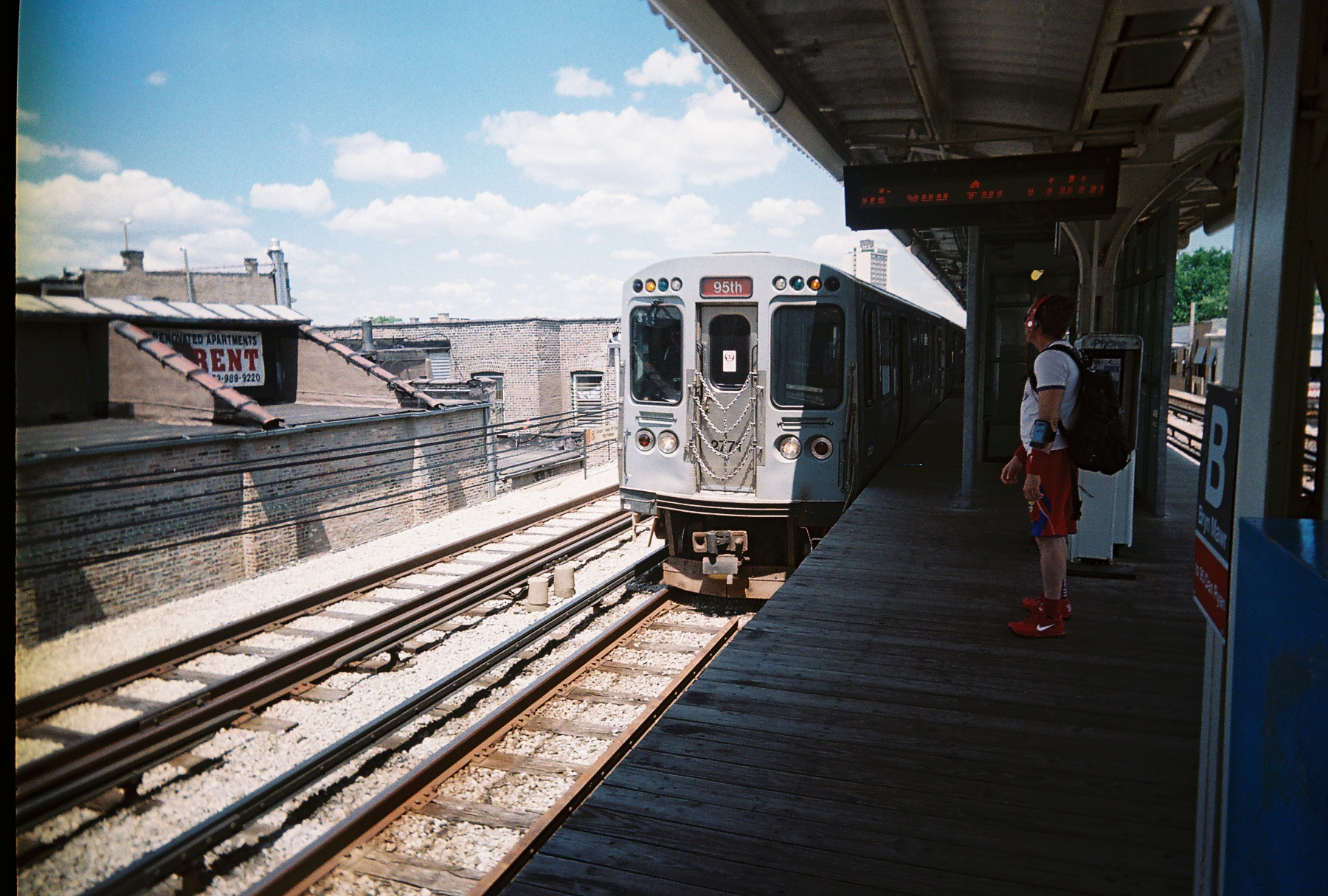
La station Bryn Mawr.

La station trouve ses origines en 1886 lorsque la Chicago, Milwaukee & St. Paul Railroad ouvrit une première ligne vers Evanston en se servant du site de Bryn Mawr comme dépôt avec une station de garage. 
Lorsque les voies furent annexées à la Northwestern Elevated en 1908, la station Bryn Mawr appelée alors Edgewater fut reconstruite et ouverte en  permanence aux voyageurs. 
Lors de la mise du tronçon sur viaduc en 1921, elle fut reconstruite et avant de recevoir son nom actuel en 1926. 
En 1974, la station fut entièrement rénovée et le bâtiment extérieur agrandi afin de faciliter le trafic de passagers tandis que les voies et les éclairages furent remplacés. Seuls les auvents des années 1920 furent conservés et existent toujours aujourd'hui. 
En 2006, les plaques de signalisation au nom de la station furent remplacées en accord avec la nouvelle signalétique de la ligne rouge. 
Bryn Mawr est ouverte 24h/24 et 1 402 300 passagers y ont transité en 2008.

## Dessertes
| Nord/Ouest            |  |                      |  | Sud/Est |
| --------------------- |  | -------------------- |  | ------- |
| Thorndale vers Howard |  | ligne rouge terminus |  |         |
| modifier sur Wikidata |  |                      |  |         |

## Correspondances avec le bus

### Chicago Transit Authority
- #36 Broadway
- #84 Peterson
- #136 Sheridan/LaSalle Express

### Bus Pace
- #210 Lincoln Avenue